# ماني راميرز
ماني راميرز (بالإسبانية: Manny Ramírez) (من مواليد 30 مايو 1972  م) هو لاعب كرة قاعدة (بيسبول) محتلرف من جمهورية الدومينيكان، ولد في سانتو دومينغو، مركز لعبه هو مدافع أيسر ‏.
لعب في دوري البيسبول الرئيسي (MLB) لأجزاء من 19 موسمًا. لعب مع كليفلاند إنديانز وبوسطن ريد سوكس ولوس أنجلوس دودجرز وشيكاغو وايت سوكس وتامبا باي رايز قبل أن يلعب موسمًا واحدًا في دوري البيسبول الصيني للمحترفين في تايوان. يشتهر راميريز بمهاراته وقوته الرائعة. لقد كان تسع مرات في Silver Slugger وكان واحدًا من 27 لاعبًا حققوا 500 مرة في مسيرتهم المهنية. تعد بطولاته الكبرى البالغ عددها 21 هي الثالثة على الإطلاق، و سباقاته 29 على أرضه بعد الموسم هي الأكثر في تاريخ MLB. ظهر في 12 مباراة كل النجوم ، مع سلسلة من 11 مباراة متتالية بدأت في عام 1998 والتي تضمنت كل موسم لعبه مع فريق ريد سوكس. 
ولد راميريز في سانتو دومينغو بجمهورية الدومينيكان. عندما كان يبلغ من العمر 13 عامًا ، انتقل إلى مدينة نيويورك مع والديه ، أونيلسيدا وأريستيدس. التحق بمدرسة جورج واشنطن الثانوية وأصبح لاعب بيسبول بارز. تمت صياغته من قبل كليفلاند الهنود في الجولة الأولى من مشروع MLB 1991 ، المركز الثالث عشر بشكل عام. ظهر لأول مرة في MLB في 2 سبتمبر 1993.
في عام 1994 ، أصبح راميريز لاعبًا عاديًا في الدوري ، واحتل المركز الثاني في التصويت على جائزة Rookie of the Year Award. بحلول عام 1995 ، أصبح نجم كل النجوم. كان مع الهنود في مباريات الملحق في 1995، 1996، 1997، 1998، و1999 ؛ وشمل هذا الظهور في 1995 و1997 بطولة العالم. في عام 1999، وضع راميريز الرقم القياسي لموسم واحد للهنود RBIs مع 165 RBI. بعد موسم 2000 ، وقع راميريز مع فريق بوسطن ريد سوكس. خلال الفترة التي قضاها في بوسطن، أصبح راميريز وزميله ديفيد أورتيز أحد أفضل الترادفات الهجومية في تاريخ لعبة البيسبول. قاد راميريز فريق ريد سوكس إلى بطولة العالم في عامي 2004 و 2007 قبل أن يتم تداوله في لوس أنجلوس دودجرز في عام 2008 كجزء من صفقة ثلاثة فرق تضمنت أيضًا بيتسبرغ بايرتس.
في عام 2009 ، تم تعليق راميريز عن 50 مباراة لانتهاكه سياسة تعاطي المخدرات في لعبة البيسبول من خلال تناول هرمون موجهة الغدد التناسلية المشيمية البشرية (hCG) ، وهو عقار خصوبة للنساء يتم تناوله غالبًا بعد تناول المنشطات.  في ربيع عام 2011 ، تم إبلاغ راميريز من قبل MLB بانتهاك آخر لسياسة المخدرات الخاصة به ، وإيقاف 100 لعبة. اختار التقاعد في 8 أبريل بدلاً من التعليق.
ومع ذلك ، في سبتمبر 2011 ، رغب راميريز في استعادته ووافق في ديسمبر مع الدوري على تعليق 50 لعبة مخفضة. على الرغم من أنه لعب في نقاط مختلفة في أنظمة أوكلاند لألعاب القوى وتكساس رينجرز وشيكاغو كابس ، وكذلك دوليًا ، إلا أن راميريز لم يظهر في مباراة أخرى في الدوري.
يُعرف بكونه ضاربًا كاملًا يمكنه الضرب من أجل القوة والمتوسط ، ويعتبر على نطاق واسع أحد أفضل الضاربين في اليد اليمنى في جيله ، أنهى راميريز حياته المهنية بمتوسط يبلغ 0.312 ضربًا ، و 555 ضربة منزلية (15 على الإطلاق) ، و 1,831 RBI . في 111 مباراة لما بعد الموسم، سجل راميريز معدل ضرب قدره .285 مع 29 ضربة على أرضه و 78 نقطة من RBI.

## سيرة حياته
ولد راميريز في سانتو دومينجو بجمهورية الدومينيكان لأبوين أريستيدس وأونلسيدا راميريز وقضى 13 عامًا يعيشان هناك. عندما كان طفلاً ، كان راميريز مهووسًا بالبيسبول. عندما كان في الثامنة من عمره، اشترت له جدته على زي دودجرز برقم 30 على ظهره، والذي يعتبره أحد أغلى ممتلكاته. في عام 1985 ، انتقل إلى حي واشنطن هايتس في مدينة نيويورك مع والديه.غالبًا ما كان يلعب الكرة في سنيك هيل القريب، وهو نفس المكان الذي لعبه لو جيريج خلال طفولته. على الرغم من أنه كان يعيش على بعد مسافة قصيرة من استاد يانكي ، إلا أن راميريز كان له جذوره مع فريق تورونتو بلو جايز، الذي كان لديه أبطاله الدومينيكان جورج بيل وتوني فرنانديز على قائمته. حضر المباريات عندما كان بلو جايز في المدينة. التحق راميريز بمدرسة جورج واشنطن الثانوية من عام 1987 إلى عام 1991، وتركها في سن التاسعة عشرة دون تخرج. خلال الفترة التي قضاها في الفريق، كان GWHS يشهد زيادة كبيرة في عدد المهاجرين. كان هذا واضحًا، حيث كان فريق البيسبول التابع لـ GWHS مكونًا بالكامل من الدومينيكان. عندما كان شابًا، فضل راميريز ألا يكون مركز الاهتمام وكان غالبًا متواضعًا جدًا.
خلال الفترة التي قضاها في GWHS، قاد فريقه إلى ثلاث بطولات دوري متتالية. لقد كان اختيارًا لثلاث مرات في جميع المدن في لعبة البيسبول ، وباعتباره طالبًا ثانويًا في المدرسة الثانوية، فقد حصل على لقب أفضل لاعب في المدرسة العامة لمدينة نيويورك في عام 1991، حيث وصل إلى 0.650 في المتوسط مع 14 مرة في 22 مباراة. تم تجنيده في قاعة مشاهير الرياضيين في مدرسة مدينة نيويورك العامة في عام 1999.

## جوائز
12x لكل النجوم (1995 ، 1998-2008) 
9x جائزة ستراغر الفضية 1995 ،1999- 2006
2x جائزة هانك آرون (1999 ، 2004)
جائزة World Series MVP (2004)
عضو في فريق أساطير لاتيني دوري البيسبول
تاج الضرب (2002 ، .349)
أدى AL في السباقات المنزلية (2004 ، 43)
قاد AL في RBIs (1999 ، 165) 3x أدى AL في النسبة المئوية البطيئة (1999-2000 ، 2004)
3x قاد AL في OPS (1999-2000 ، 2004) 3x
قاد AL في النسبة المئوية الأساسية (2002–03 ، 2006)
قاد 2x AL في المشي المتعمد (2001 ، 2003)
العشرة الأوائل في الدوري
9x أفضل 10 AL في التدريبات المنزلية (1998-2006)
8 مرات أعلى 10 AL في إجمالي القواعد (1996-99 ، 2001 ، 2003–05)
8 مرات أعلى 10 AL MVP (1998-2005)
8 مرات أعلى 10 AL في RBIs (1995، 1998، 1999-2001، 2004–05)
6 مرات أعلى 10 مرات في القاعدة (1997 ، 1999 ، 2003–05)
مرات من أفضل 10 ضاربين في AL (1997 ، 1999-2000 ، 2003 ، 2006
الترتيب الوظيفي في قوائم All-Time (اعتبارًا من 8 أبريل 2011 ، عندما تقاعد)
29 جولة منزلية بعد انتهاء الموسم - الأول
21 بطولات كبرى

## روابط خارجية
- ماني راميرز على موقع دوري كرة القاعدة الرئيسي (الإنجليزية)
- ماني راميرز على موقعبيزبول رفرنس.كوم (الدوري الرئيسي) (الإنجليزية)
- ماني راميرز على موقعبيزبول رفرنس.كوم (الدوري الثانوي) (الإنجليزية)
- ماني راميرز على موقع إي إس بي إن.كوم (أم.أل.بي) (الإنجليزية)
- ماني راميرز على موقع مشجعي الرسوم البيانية (الإنجليزية)